# Тестур

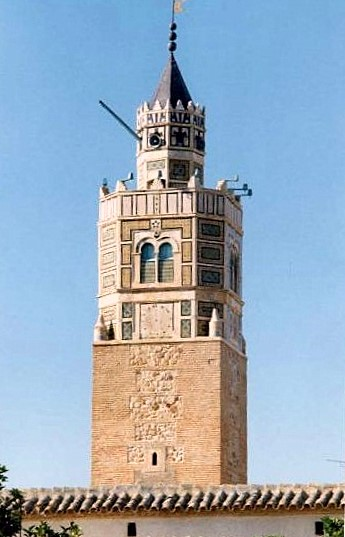
Мечеть в Тестуре

Тестур (араб. تستور) — город в Тунисе.

## География
Город Тестур расположен на северо-западе страны, на территории провинции (вилайета) Беджа, в 77 километрах западнее столицы города Тунис. Тестур лежит на восточном берегу реки Меджерда. Население города составляет примерно 23500 человек (на 2004 год).

## История и археология
В древности на месте Тестура находился античный город Тишилла. Построенная здесь римлянами в III—IV веках мощная водяная мельница на реке Меджерда, обнаруженная и изученная немецкими исследователями в 1993 году, указывает на высокий уровень инженерно-строительных технологий в Северной Африке того времени.
Нынешний Тестур был выстроен на развалинах древней Тишиллы в XVI веке изгнанными из Испании маврами.

## Города-партнёры
- Шавен, Марокко
- Серпа, Португалия